# Їжак південний
Їжак південний[1] (Erinaceus concolor) — один з чотирьох видів роду їжак (Erinaceus) родини їжакових (Erinaceidae).

## Таксономія і поширення
Цей вид обмежено поширений на південь від Чорного моря, а також на Кавказі й на південь від нього: Греція (Родос), Туреччина, Грузія, Вірменія, Азербайджан, Росія (Дагестан), Іран, Ліван, Сирія, Ізраїль, Палестина, Йорданія, Ірак. Є аловидом їжака білочеревого (Erinaceus roumanicus), від якого відрізняється низкою дрібних морфологічних ознак та за генотипом. 
Видова самостійність обґрунтована лише на початку 21 ст., хоча припускалася і раніше. У попередній період, у другій половині 20 ст. до цього виду відносили їжаків з території України та суміжних країн Східної та Центральної Європи. Тепер ці популяції розглядають як окремий від їжака південного (Erinaceus concolor) вид — їжак білочеревий (Erinaceus roumanicus).

## Особливості біології
Як близький до їжака білочеревого, цей вид їжаків характеризується типовими для роду особливостями біології та екології. 
Як вид, що мешкає на півдні, може не впадати в зимову сплячку, проте сезонність розмноження зберігається у багатьох регіонах.